# Jeremy Thrush
Pas d'image ? Cliquez ici

a Compétitions nationales et continentales officielles uniquement.

b Matchs officiels uniquement.
Dernière mise à jour le 23 avril 2023.
Jeremy Thrush, né le 19 avril 1985 à Auckland (Nouvelle-Zélande), est un joueur de rugby à XV international néo-zélandais évoluant au poste de deuxième ligne. Il mesure 1,98 m pour 118 kg.

## Carrière

### En club
Jeremy Thrush commence sa carrière professionnelle en 2006 avec l'équipe de Wellington en NPC, puis il fait également ses débuts en Super Rugby en 2008 avec la franchise des Hurricanes,. En avril 2015, il devient le septième joueur à passer le cap des 100 apparitions sous le maillot des Hurricanes.
En 2015, il rejoint le club anglais du Gloucester RFC qui évolue en Aviva Premiership.
En mai 2018, il rejoint la franchise australienne de la Western Force, récemment exclue du Super Rugby, afin de disputer le nouvellement créé World Series Rugby. En 2020, la Western Force fait son retour en Super Rugby, dans le cadre du Super Rugby AU, et Thrush continue de faire partie de l'effectif. En 2022, après cinq saisons en Australie, il annonce qu'il met un terme à sa carrière de joueur. Toutefois, après les blessures de ses anciens coéquipiers à la Western Force, Izack Rodda et Ryan McCauley (en), il fait son retour sur les terrains à l'occasion de la première journée du Super Rugby 2023 pour pallier ces absences après une demande de l'entraîneur Simon Cron (en). Il est remplaçant pour le premier match de la saison face aux Melbourne Rebels, et inscrit l'essai de la victoire en fin de match. Par la suite, il joue deux autres rencontres mais se blesse, mettant alors un terme à sa saison et également à sa carrière sportive.

### En équipe nationale
Jeremy Thrush joue avec l'équipe de Nouvelle-Zélande des moins de 19 ans en 2004. Il remporte à cette occasion le Championnat du monde junior. Il est d'ailleurs nommé meilleur joueur junior de l'année par l'IRB cette même année. En 2006, il est sélectionné avec l'équipe de Nouvelle-Zélande des moins de 21 ans pour disputer le championnat du monde ayant lieu en France.
En 2009, il est sélectionné avec les Junior All Blacks (sélection espoir de Nouvelle-Zélande) pour participer à la Pacific Nations Cup 2009,. Il remporte à chaque fois la compétition.
En juin 2013, il est sélectionné pour la première fois par Steve Hansen pour évoluer avec les All Blacks. Il connait sa première cape internationale le 15 juin 2013 à l’occasion d’un test-match contre l'équipe de France à Christchurch.

### Avec les Barbarians
En mai 2017, il est sélectionné dans le groupe des Barbarians par Vern Cotter pour affronter l'Angleterre, le 28 mai à Twickenham puis l'Ulster à Belfast le 1er juin. Titulaire lors du premier match, les Baa-Baas Britanniques s'inclinent finalement 28 à 14 face aux Anglais. Remplaçant en Irlande, les Baa-Baas parviennent à s'imposer 43 à 28.

## Palmarès

### En club et province
- Vainqueur de la saison 2019 de National Rugby Championship avec la Western Force.
- Finaliste du National Provincial Championship en 2006, 2007, 2008, 2009 et 2013 avec Wellington.
- Finaliste du Super Rugby en 2015 avec les Hurricanes.
- Finaliste du Challenge européen en 2017 et 2018 avec Gloucester Rugby.

### En équipe nationale
- Champion du monde des moins de 19 ans en 2004.
- Meilleur joueur junior en 2004.
- Vainqueur de la coupe des nations du Pacifique en 2009 avec les Junior All Blacks.
- Vainqueur du Rugby Championship en 2013 et 2014 avec la Nouvelle-Zélande.

- 11 sélections avec la Nouvelle-Zélande.
- 10 points (2 essais).

## Statistiques

### En équipe nationale
Au 24 septembre 2024, Jeremy Thrush compte douze capes avec les All Blacks. Sur ces rencontres, sept sont disputées dans le cadre du Rugby Championship, avec six victoires.
| Année | Compétition        | Matchs | Points | Essais |
| ----- | ------------------ | ------ | ------ | ------ |
| 2013  | Test matchs        | 3      | 5      | 1      |
| 2013  | Rugby Championship | 2      | -      | -      |
| 2014  | Test matchs        | 2      | 5      | 1      |
| 2014  | Rugby Championship | 4      | -      | -      |
| 2015  | Rugby Championship | 1      | -      | -      |
| Total | Total              | 12     | 10     | 2      |